# 文化的健全性
文化的健全性（ぶんかてきけんぜんせい、英語：Cultural Health）とは、生産的/精神的な文化 適応をするための正確な文化的情報を維持する状態のこと。文化的健全性が意味するところは、その言葉が用いられる文脈によって幅がある。
まず、｢国家的な文化的健全性｣が語られる場合は、その個人や集団が住む国家の価値観、関心、原則に関して、十分な文化リテラシー (文化的素養)を身に付けているかに焦点を当てている。次に、｢民族的な文化的健全性｣が語られる場合、その個人が属する民族集団の価値観、関心、原則に関して、十分な文化リテラシーを身に付けているかに焦点を当てている。
この2つは、個人的な文脈から文化的健全性を語っていると言える。また別な文脈で文化的健全性が語られるのは、専門職的な文脈においてである。まず、｢医学的な文化的健全性｣とは、例えば、アメリカ医療施設認定合同審査会(JCAHO)が要求するものに類似する、医学の専門家や組織における文化的能力のことである。医学の世界の考え方に変化が見られ、現在では、患者に対する十二分な尊重を示すことのできる医療に携わる者こそが、より効果的な健康管理を提供することができると考えている。また、「教育的な文化的健全性」とは、その教職や生徒に関する文化的リテラシーに光を当てる言葉である。この言葉は、比較的最近、アメリカの大学で採用された教育課程の多くに見られる。統合教育、アフリカ系アメリカ人研究、民族研究などの課程の設置は、文化的健全性を高めることを意図している。